# Redwood County
Redwood County is een county in de Amerikaanse staat Minnesota.
De county heeft een landoppervlakte van 2.278 km² en telt 16.815 inwoners (volkstelling 2000). De hoofdplaats is Redwood Falls.